# Firebag (rzeka)
Firebag – rzeka w północnej części kanadyjskiej prowincji Alberta.
Rzeka bierze swój początek w jeziorze Firebag Lake w północnym Saskatchewan i wpływa do rzeki Athabasca 65 km na północ od Fort Mackay. Długość rzeki wynosi ok. 170 km.